# Scaphidium quadriguttatum
Scaphidium quadriguttatum är en skalbaggsart som beskrevs av Melsheimer. Scaphidium quadriguttatum ingår i släktet Scaphidium och familjen kortvingar. Inga underarter finns listade i Catalogue of Life.